# Pistrino
Pistrino is een plaats (frazione) in de Italiaanse gemeente Citerna.